# Amegilla asserta
Amegilla asserta es una especie de abeja excavadora perteneciente al género Amegilla, categorizada en la tribu Anthophorini, de la subfamilia Apinae. Fue descrita por el naturalista inglés Theodore Dru Alison Cockerell en 1926.
La hembra mide aproximadamente 13 mm de longitud; las alas anteriores 9 mm. El macho mide 11 mm de longitud; las alas anteriores 8 mm.

## Distribución
Se distribuye por Australia, en Tasmania, y en los estados de Nueva Gales del Sur y Queensland.